# Running with Scissors, Inc.
Running with Scissors (также RWS) — американская группа разработчиков компьютерных игр. Является создателем франшизы Postal, которая вызывала множество разногласий из-за насилия в играх.

## История

### Создание студии
Студия Running with Scissors (RWS) была основана Винсентом Джеймсом Дезидерио Младшим, уроженцем Бруклина с итальянскими корнями. Изначально он хотел выстроить карьеру учителя средней школы, однако уволился спустя семестр и начал пробовать себя в других профессиях, таких как водитель такси и менеджер студии звукозаписи. Когда он работал рекрутёром на Уолл-стрит, он по просьбе своего босса взял себе укороченное имя «Винс Дези». Со временем, рекрутируя работников IT-индустрии, Дези установил контакт с Atari, в которой позднее начал работать консультантом. В Atari он подружился с одним из своих нанимателей, Майком Риделем, с которым основал свою первую студию Riedel Software Productions (RSP) после того, как Atari столкнулась с кризисом. RSP специализировалась на разработке обучающих игр для детей, а также лицензированных игр по франшизам на заказ, таких как Spy vs. Spy (первая игра студии, разработанная для журнала Mad в 1985 году), Tom & Jerry, Bobby’s World, и других. Среди заказчиков студии были «Улица Сезам», Hanna-Barbera, The Walt Disney Company, Warner Bros. и World Wrestling Federation. Поскольку Дези не умел программировать и не особо интересовался играми, он занимался бизнес-делами компании, а Ридель отвечал за производство.
К началу 1990-х годов, когда Дези был в возрасте 39 лет, он по нескольким причинам решил переехать. Дези и Ридель рассмотрели несколько городов — включая Финикс, Санта-Фе, Альбукерке и Сиэтл — и в конечном итоге остановились на Тусоне (Аризона). В 1991 году Дези и Ридель переехали в Тусон вместе со студией. К этому моменту в студии, помимо двух основателей, было четыре человека, однако один из них не явился в аэропорт, в котором команда встречалась перед переездом, и ещё один уволился спустя две недели и переехал обратно в Нью-Йорк. Власти Тусона тепло встретили компанию в своём городе. В Тусоне студия продолжила заниматься разработкой игр для детей и игр по лицензиям, однако к 1996—1997 годам команда устала от этого и выделила отдельную студию Running With Scissors, основанную для разработки игр для взрослых. Официально об этом было объявлено 13 марта 1997 года. На две компании приходилось три команды разработчиков: команда из семи человек занималась разработкой первой игры RWS, другая команда занималась разработкой обучающей игры по фильму «Освободите Вилли», а третья создавала другую образовательную игру.

### Postal
По словам Дези, команда RWS хотела разработать максимально жестокую игру. Разработчики вдохновились игрой Robotron: 2084 и приступили к созданию Postal, в которой игрок должен был принять участие в серийном убийстве. Название Postal (с англ. — «почтовый») было взято из американского неологизма «going postal», который, в свою очередь, отсылал к убийствам, совершённым сотрудниками Почтовой службы США. В 1997 году RWS подали на регистрацию торговой марки, что привело к конфликту с Почтовой службой: Марвин Трэвис Раньон, тогдашний генеральный почтмейстер США, заявил, что права на эту марку должны принадлежать Почтовой службе США, и отправил студии письмо с критикой выбранной тематики для игры. Это вылилось в судебное разбирательство, которое было прекращено в июне 2003 года по соглашению сторон. В дальнейшем игра спровоцировала более крупный скандал в СМИ, к большому удивлению Дези, который считал Postal юмористической и гиперболизированной игрой, которую нельзя воспринимать всерьёз. Игра вышла в 1997 году на Windows и Mac OS и стала первой игрой, изданной Ripcord Games (лейблом Panasonic). После выпуска на игру обратил внимание сенатор Джозеф Либерман, который назвал игру «одной из худших вещей в Америке», а CompUSA и Walmart отказались продавать игру. За первую неделю Postal разошлась тиражом в более 10 000 копий в США, а в оценки продаж в Европе (где игру выпустила Take-Two Interactive) достигли 100 000. По подсчётам Дези, доход от игры составил примерно 5 млн долларов. В августе 1998 года студия выпустила дополнение Special Delivery, добавляющее в игру четыре новых уровня, на которых игрок мог убивать адвокатов, бездомных, работников «Американского Красного Креста» и других. В 2000 году было выпущено эксклюзивное издание игры для Японии, названное Super Postal, а в 2002 году — набор Postal Plus, состоящий из Postal и Special Delivery.

### Postal 2и другие проекты
После выпуска Postal RWS разработали концепт Flesh and Wire — трёхмерной научно-фантастической игры, в которой игрок управлял персонажем неопределённой формы; по словам Дези, игра, вопреки их ожиданиям, была весёлой. Однако в 1999 году Ripcord отменила Flesh and Wire, а также два других неанонсированных проекта, и RWS взялась за разработку Postal 2. Компания постаралась сделать юмористический аспект игры более очевидным, чтобы привлечь к игре широкую аудиторию. Команда начала прорабатывать идеи и пришла к выводу, что в игру хорошо впишется детский актёр Гэри Коулман; Дези позвонил Коулману, и тот согласился на роль. Postal 2 вышла в апреле 2003 года, издателем выступила Whiptail Interactive. Вскоре после выпуска игру запретили к продаже в 13 странах, в 2004 году к запрету присоединилась Новая Зеландия, а в 2005 году — Австралия. Дези заключил сделку с компанией Softwrap, занимавшейся цифровой дистрибуцией игр, тем самым обойдя ограничения. Postal 2 снискала большую популярность, вследствие чего Whiptail в августе 2003 года выпустила сборник Postal: Classic and Uncut, в который вошли оригинальный Postal, дополнение Special Delivery и демо-версия Postal 2. После этого была выпущена Share the Pain — версия Postal 2 с поддержкой многопользовательского режима. В Европе эту версию издавала греческая компания Hell-Tech. В 2005 году было выпущено самостоятельное дополнение Apocalypse Weekend. В ноябре 2006 года был выпущен набор Postal Fudge Pack, в который вошли оригинальный Postal, Share the Pain, Apocalypse Weekend, фанатская глобальная модификация Eternal Damnation и фанатская модификация A Week in Paradise. Годом позже был выпущен сборник аналогичного содержания, названный Postal: 10th Anniversary Collector’s Edition.
Во время разработки Postal 2 RWS связались с Уве Боллом, режиссёром таких фильмов по компьютерным играм, как «Дом мёртвых», «Один в темноте» и «Бладрейн». Хотя фильмы Болла, как правило, оценивались низко, Дези решил, что независимый и антисистемный взгляд Болла может хорошо дополнить франшизу Postal. Фильм «Постал» был снят в Ванкувере, а Дези появился в фильме в роли камео и Кроччи, антропоморфной мошонки из вселенной Postal. Получившийся фильм страдал от ряда проблем — затянутость, плохая режиссура и маркетинг.

### Postal III,Postal ReduxиPostal 4
Следующей игрой стала Postal III, разработанная в сотрудничестве с российским издателем «Акелла». RWS проработали сценарий, саундтрек, дизайн и персонажей, после чего отправили наработки внутренней студии «Акеллы» Trashmasters, которые занялись программированием и отрисовкой. Однако по ходу разработки российская экономика столкнулась с серьёзным кризисом, в результате чего разработка была практически остановлена. Postal III вышла в 2011 году и получила разгромные отзывы, из-за чего RWS была вынуждена снять игру с продажи в 2012 году. Дези назвал релизную версию Postal III «продуктом, который не следовало выпускать». RWS занялись разработкой Paradise Lost, дополнением для Postal 2, который вышел в апреле 2015 года, через 12 лет после выпуска Postal 2. В мае 2016 года был выпущен ремейк первой части серии, названный Postal Redux. В 2017 году был выпущен очередной сборник — Postal XX: 20th Anniversary Edition. После этого RWS выпустила Postal 4: No Regerts: сначала в раннем доступе в октябре 2019 года, а затем и полную версию в апреле 2022. Также совместно с Hyperstrange и CreativeForge Games был разработан спин-офф Postal: Brain Damaged.

## Игры студии
| Год  | Название                     | Платформа(-ы)                                |
| ---- | ---------------------------- | -------------------------------------------- |
| 1997 | Postal                       | Windows, Mac OS, Linux, macOS, Android       |
| 1998 | Postal: Special Delivery     | Windows, Mac OS                              |
| 2000 | Super Postal                 | Windows                                      |
| 2003 | Postal 2                     | Windows, macOS, Linux                        |
| 2003 | Postal 2: Share the Pain     | Windows, macOS, Linux                        |
| 2005 | Postal 2: Apocalypse Weekend | Windows, macOS, Linux                        |
| 2011 | Postal 3 (частично)          | Windows                                      |
| 2015 | Postal 2: Paradise Lost      | Windows, macOS, Linux                        |
| 2016 | Postal Redux                 | Windows, Linux, Playstation 4, Playstation 5 |
| 2022 | Postal 4: No Regerts         | Windows, Playstation 4, Playstation 5        |
| 2022 | Postal: Brain Damaged        | Windows, Playstation 4, Playstation 5        |

## Отмененные игры
| Год  | Название       |
| ---- | -------------- |
| 1999 | Flesh and Wire |